# اس‌ام‌اس سنتا
اس‌ام‌اس زنتا (به انگلیسی: SMS Zenta) یک کشتی بود که طول آن ۹۶٫۸۸ متر (۳۱۷ فوت ۱۰ اینچ) بود. این کشتی در سال ۱۸۹۷ ساخته شد.